# Pavel Kolář (fyzioterapeut)
Pavel Kolář (* 5. února 1963) je český fyzioterapeut a vysokoškolský pedagog, odborně se zaměřující především na pohybovou patologii dětí. 

## Pracovní život
Absolvoval Fakultu tělesné výchovy a sportu Univerzity Karlovy v oboru Tělesná výchova a rehabilitace. Roku 1997 se na FTVS UK habilitoval a v červnu 2012 byl jmenován profesorem pro obor kinantropologie na Univerzitě Karlově poté, co podstoupil jmenovací řízení na téže fakultě. V roce 1999 se stal přednostou Kliniky rehabilitace a tělovýchovného lékařství 2. lékařské fakulty Univerzity Karlovy a FN Motol. V roce 2008 byl na fakultě poprvé jmenován proděkanem; roku 2022 se stal proděkanem pro rozvoj. Pedagogicky působí na dalších českých i zahraničních univerzitách.
Na jaře 2012 otevřel na pražském Chodově vlastní Centrum pohybové medicíny Pavla Koláře. Stal se také členem Národní rady pro sport v rámci Národní sportovní agentury v oboru Sport a zdraví.
Od roku 1998 byl členem lékařského konsilia prezidenta republiky Václava Havla. Mezi vrcholové sportovce, o něž pečoval, se zařadili Roman Šebrle, Jan Železný, Ludmila Formanová, Jaromír Jágr či Kateřina Neumannová.. Spolu s Borisem Šťastným vlastnil ortopedickou a rehabilitační kliniku Vršovická zdravotní a.s. (později Nemocnice Vršovice a.s.), která v roce 2022 stala součástí nadnárodního holdingu Penta.

## Soukromý život
Do manželství s Michaelou Kolářovou se narodili synové Jakub s Janem a dcera Kamila. Trpí Bechtěrevovou nemocí. Vyznáním je katolík, pokřtít se nechal ve 21 letech.

## Ocenění
V roce 2007 mu prezident republiky Václav Klaus udělil státní vyznamenání medaili Za zásluhy o stát v oblasti výchovy a vědy.

## Dílo
- KUČERA, Miroslav; KOLÁŘ, Pavel; DYLEVSKÝ, Ivan. Dítě, sport a zdraví. 1. vyd. Praha: Galén, 2011. 190 s. ISBN 978-80-7262-712-7.
- KOLÁŘ, Pavel; MÁČEK, Miloš. Základy klinické rehabilitace. 1. vyd. Praha: Galén, 2015. 167 s. ISBN 978-80-7492-219-0.
- KOLÁŘ, Pavel; ČERVENKOVÁ, Renata. Labyrint pohybu. 1. vyd. Praha: Vyšehrad, 2018. 272 s. ISBN 978-80-7429-975-9.
- KOLÁŘ, Pavel. Rehabilitace v klinické praxi. 2. vyd. Praha: Galén, 2020. 714 s. ISBN 978-80-7492-500-9.
- KOLÁŘ, Pavel. Posilování stresem : Cesta k odolnosti. 1. vyd. Praha: Universum, 2021. 376 s. ISBN 978-80-242-7465-2.